# Rotterdam
Rotterdam je pristaniško mesto in občina v nizozemski provinci Južna Holandija. Pristanišče Rotterdam je največje pristanišče v Evropi in drugo najbolj zaposleno na svetu. Mesto je bilo ustanovljeno ob reki Nieuwe Maas.
Ime izhaja iz manjšega jezu na reki Rotte, ki se združi s Nieuwe Maas v središču mesta. 
1. januarja 2006 je imela občina površino 304,22 km² (od tega 206,44 km² kopnega), kjer je živelo 588.500 prebivalcev. Sama občina poleg Rotterdama zajema še naslednja naselja: Beverwaard, Charlois (vključuje Heijplaat), Delfshaven, Feijenoord, Hillegersberg-Schiebroek, Hoek van Holland, Hoogvliet, IJsselmonde, Kralingen-Crooswijk, Noord, Overschie, Pernis, Prins Alexander ter tudi industrijsko-pristaniška območja: Botlek, Eemshaven, Europoort, Maasvlakte, Spaanse Polder, Vondelingenplaat in Waalhaven. 
Mesto ima univerzo (Erazmus Univerza Rotterdam) in drugo največje letališče v državi (Letališče Rotterdam).